# Signalsystem N

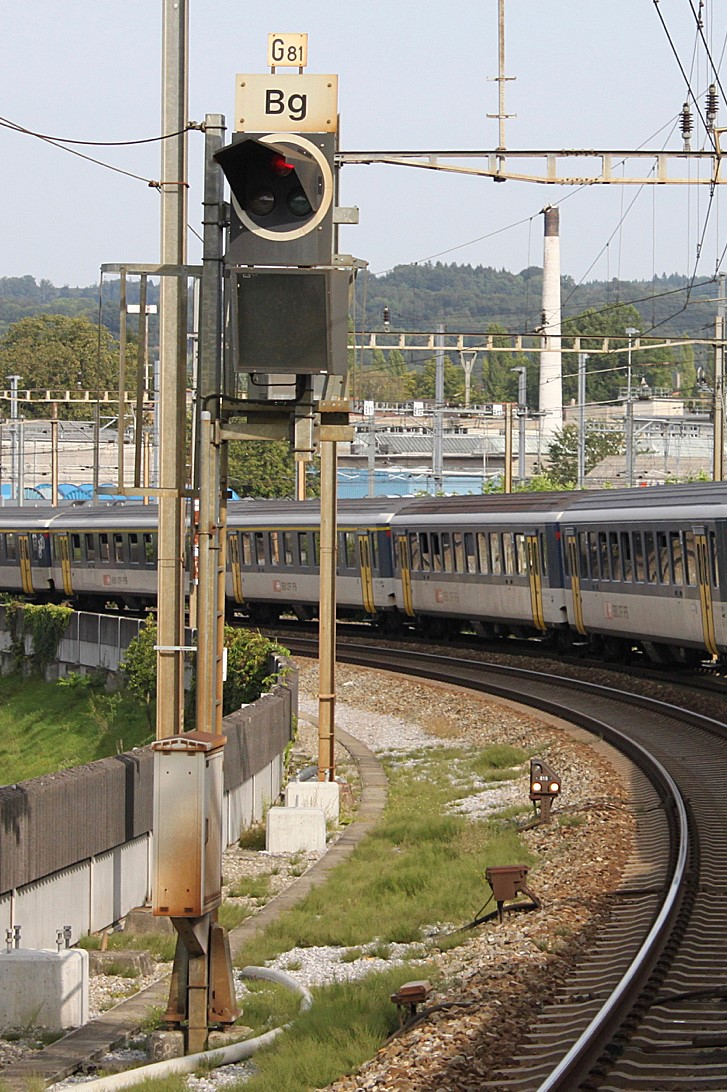
Lichtsignal Typ N in Brugg

Das Signalsystem N ist ein Eisenbahnlichtsignalsystem, das seit 1986 auf normalspurigen Schweizer Eisenbahnstrecken eingesetzt wird. Es ersetzt auf vielen Streckenbereichen das alte Signalsystem L. N steht dabei für numerische Geschwindigkeits-Signalisierung.
Das Signalsystem N ist ein ortsfestes System und befindet sich in Fahrtrichtung links vom Gleis. Auf einspurigen Strecken oder für das äusserste rechte Gleis einer mehrspurigen Strecke können sie zur besseren Sichtbarkeit auch rechts aufgestellt sein.

## Vorüberlegungen
Seit 1981 beschäftigten sich die Schweizerischen Bundesbahnen (SBB) mit der Entwicklung eines neuen Signalsystems. Grundidee war die Signalisierung der erlaubten Geschwindigkeit mittels Leuchtziffern statt Kombinationen von farbigen Lichtpunkten wie beim bisherigen System L (Signalisierung der Geschwindigkeit durch Lichtpunkte) für das bestehende System; analog dazu wurden die mechanischen Signale als System M bezeichnet.

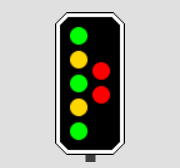
Mit solch komplizierten Signalen stiess das System L an seine Grenzen.

Das alte System hatte unter anderem folgende Mängel:
- Es war nicht mehr sinnvoll um weitere Geschwindigkeitsstufen erweiterbar.
- Unlogisch aufgebaute Signalbegriffe (z. B.: 1 grünes Licht = Höchstgeschwindigkeit, 2 grüne Lichter = 60 km/h, 3 grüne Lichter = 90 km/h).
- Einzelne Lichtpunkte können verdeckt werden und so ein höherer Begriff vorgetäuscht werden.
- Aufwändige Überwachung, ob alle zu einem Signalbild gehörenden Lichtpunkte tatsächlich leuchten.

## Psychologische Prinzipien
Das Psychologische Institut der Universität Bern hat im Auftrag der SBB eine Expertise erarbeitet. Ein ideales Signalsystem sollte nach folgenden Prinzipien aufgebaut sein:
Steuerungseindeutigkeit
Klare Unterscheidung, ob nach Innensteuerung (Dienstfahrplan und Streckenkenntnis) oder Aussensteuerung (Abweichung von der Fahrt nach Innensteuerung) gefahren wird. Beim System N bedeutet ein einzelner grüner Lichtpunkt Fahrt nach Innensteuerung, in den anderen Fällen wird dem Lokführer die Geschwindigkeit direkt angezeigt (Aussensteuerung). Beim System L war dieses Prinzip verwässert, weil den Fahrbegriffen 2 und 3 im Dienstfahrplan abweichende Geschwindigkeiten zugeordnet werden konnten.
Kompetenzbetonung
Die Handlungsfähigkeit des Lokführers muss geachtet werden, indem in einem begrenzten Kompetenzbereich wirklich auf den Menschen vertraut wird. Dies kommt bei der Fahrt nach Innensteuerung zum Tragen. Die im Dienstfahrplan angegebenen Geschwindigkeiten werden am Signal nicht angezeigt.
Handlungsaktualität
Signale sollen dort aufgestellt werden, wo die vom Signal bestimmte Handlung stattfinden soll. Beim System N wurde daher die Geschwindigkeitsschwelle von der ersten Weiche zum Einfahrsignal verlegt. Trotzdem kann dieses Prinzip nicht vollständig umgesetzt werden, weil z. B. Vorsignalabstände auf den Bremsweg bis zum Stillstand ausgelegt sind und daher bei Geschwindigkeitsreduktionen die Bremsung nicht schon beim Vorsignal eingeleitet wird.
Informationsprägnanz
Konzentration der Signalisierung auf eine einzige, möglichst einfache und klare Information. Dazu gehört die klare Trennung der Signalisierung nach Innen- und Aussensteuerung sowie der Verzicht auf zwei Geschwindigkeitsangaben am gleichen Standort.

## Bauformen

### Geschwindigkeits-Ankündigung und -Ausführung
Das System N ist als kombiniertes Signalsystem analog den Blocksignalen im System L konzipiert. Der beim System L benutzte Ausdruck Fahrbegriff wird jedoch nicht verwendet. Die Fahrdienstvorschriften unterscheiden zwischen Geschwindigkeits-Ankündigung und Geschwindigkeits-Ausführung, was mit einem einzelnen orangen bzw. grünen Lichtpunkt signalisiert wird. Ein roter Lichtpunkt bedeutet nach wie vor Halt. Diese drei Leuchten werden in einer kompakten Einheit zusammengefasst, die als ganzes ausrichtbar ist. Beim System L müssen im Extremfall 12 Leuchten pro Standort einzeln ausgerichtet werden.
Die angekündigte oder auszuführende Geschwindigkeit wird mit einer Zahl angezeigt, deren Zehnfaches die erlaubte Geschwindigkeit ergibt. Der tiefste Wert beträgt 40 km/h. Wird keine Geschwindigkeit angezeigt gilt die in der Streckentabelle angegebene Höchstgeschwindigkeit. Zum Anzeigen der Ziffern und Zusatzsymbole werden Halogenlampen verwendet, deren Licht mit einem Lichtleiterbündel zu entsprechend angeordneten Lichtpunkten geleitet wird. Der untere Teil mit der Zahlanzeige kann auch fehlen.
| grün                                                                                    |
| Im Gegensatz zum Signalsystem L können N-Signale Geschwindigkeiten über 90 km/h zeigen. |

| grün        | orange                                                       | grün                                                        | orange                                  | rot                                                        |
| Freie Fahrt | Geschwindigkeits-Ankündigung: Ab dem nächsten Signal 80 km/h | Geschwindigkeits-Ausführung: Ab diesem Signal gilt 80 km/h. | Warnung: Das nächste Signal zeigt Halt. | Halt. Dem Signal ging ein Warnung zeigendes Signal voraus. |

Die angezeigte Zahl bedeutet:
- entweder zusammen mit einem grünen Licht die ab diesem Signal erlaubte Geschwindigkeit (Geschwindigkeits-Ausführung), oder
- zusammen mit einem orangen Licht die ab dem nächsten Signal erlaubte Geschwindigkeit (Geschwindigkeits-Ankündigung).

Im Gegensatz zum Ks-Signalsystem in Deutschland wird immer nur eine Geschwindigkeit angezeigt – und zwar die niedrigere.
Beispiele:
- Die Einfahrgeschwindigkeit ist grösser oder gleich gross wie die Ausfahrgeschwindigkeit:

| Vorsignal | Einfahrsignal | Ausfahrsignal |

Das Einfahrsignal zeigt den orangen Lichtpunkt und signalisiert die Geschwindigkeits-Ankündigung. Dem Einfahrsignal ging bereits eine Geschwindigkeits-Ankündigung am Vorsignal voraus.
- Die Einfahrgeschwindigkeit ist kleiner als die Ausfahrgeschwindigkeit:

Das Einfahrsignal zeigt den grünen Lichtpunkt und signalisiert die Geschwindigkeits-Ausführung.

### Vor- und Hauptsignale
Vorsignale und Wiederholungssignale verfügen über kein Rotlicht und können Halt nicht signalisieren. Sie sind mit einem weiss reflektierenden quadratischen Rand gekennzeichnet, kommen nur relativ selten vor und befinden sich oft am Anfang eines mit dem System N ausgerüsteten Streckenabschnitts. Die kombinierten Signale sind am kreisrunden weissen Rand zu erkennen.
Die quadratischen und kreisrunden Ränder lehnen sich an der Signalisation für den Strassenverkehr an. Der quadratische Rand der Vorsignale nimmt Bezug auf die Hinweissignale, der kreisrunde Rand der kombinierten Signale auf die Vorschriftssignale.
An einem dunklen oder gestörten Vorsignal darf vorbeigefahren werden. Am nächsten Signal ist jedoch Halt zu erwarten.

### Merktafeln
Zur Orientierung der Triebfahrzeugführer sind die Einfahrsignale mit einer Bahnhofanfangtafel, die mit dem abgekürzten Namen des betreffenden Bahnhofs versehen ist, gekennzeichnet. Die Bahnhofanfangtafeln haben sich unterdessen auch beim Signalsystem L bewährt. Die Vorsignale der Einfahrsignale sind mit einem auf der Spitze stehenden Quadrat markiert. Die Verwendung von Bahnhofendtafeln am Ausfahrsignal erfolgt nur bei Bedarf. Nach dem Ausfahrsignal kann eine Merktafel für Streckengeschwindigkeit folgen. Ohne dieses Schild müsste ein über ablenkende Ausfahrweichen fahrender Zug bis zum nächsten Lichtsignal mit reduzierter Geschwindigkeit verkehren.

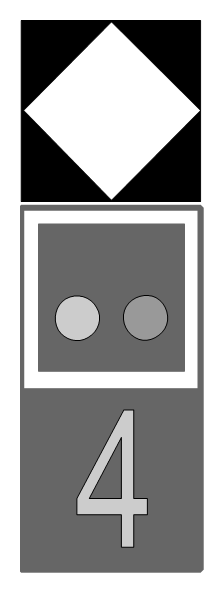
Merktafel: Das nächste Signal ist ein Einfahrsignal.
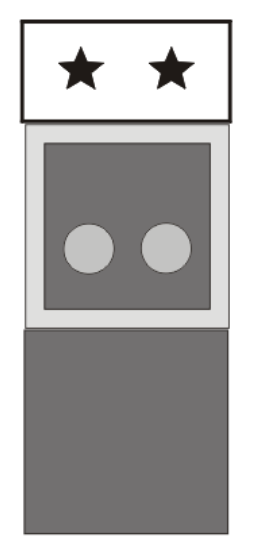
Wiederholungssignal System N (nur bei Bedarf)
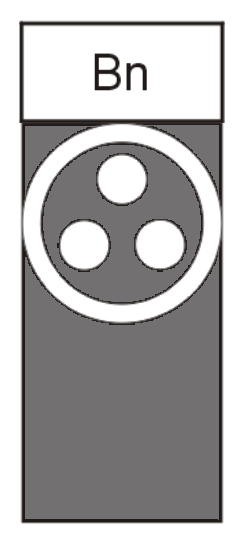
Einfahrsignal mit Bahnhofanfangtafel
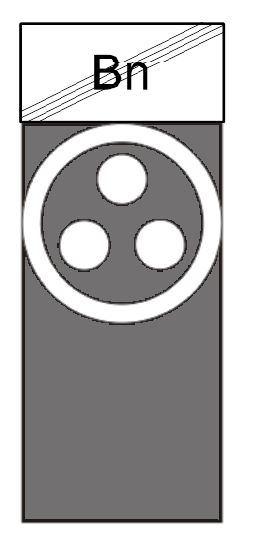
Ausfahrsignal, bei Bedarf mit Bahnhofendtafel
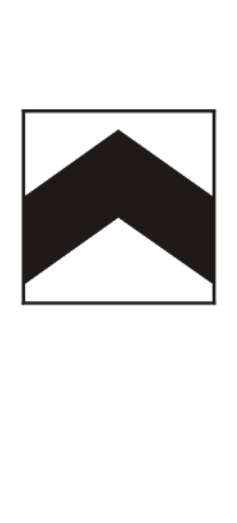
Merktafel: Ab diesem Signal gilt die Streckengeschwindigkeit.

### Hilfssignal
| rot blinkend      |
| Hilfssignal Typ N |

Beim Signal Typ N wird das Hilfssignal durch ein rot blinkendes Licht dargestellt. Es wird nur angewendet, wenn das Signal nicht auf Fahrt gestellt werden kann. Der Lokomotivführer darf das Hilfssignal ohne schriftlichen Befehl mit Fahrt auf Sicht passieren. Ist das Einschalten der roten Lampe nicht möglich, muss der Triebfahrzeugführer mit einem protokollpflichtigen Befehl zur Weiterfahrt aufgefordert werden. Da beim System N Glühbirnen mit doppeltem Glühfaden verwendet werden, tritt dieser Fall selten ein.

## Umsetzung

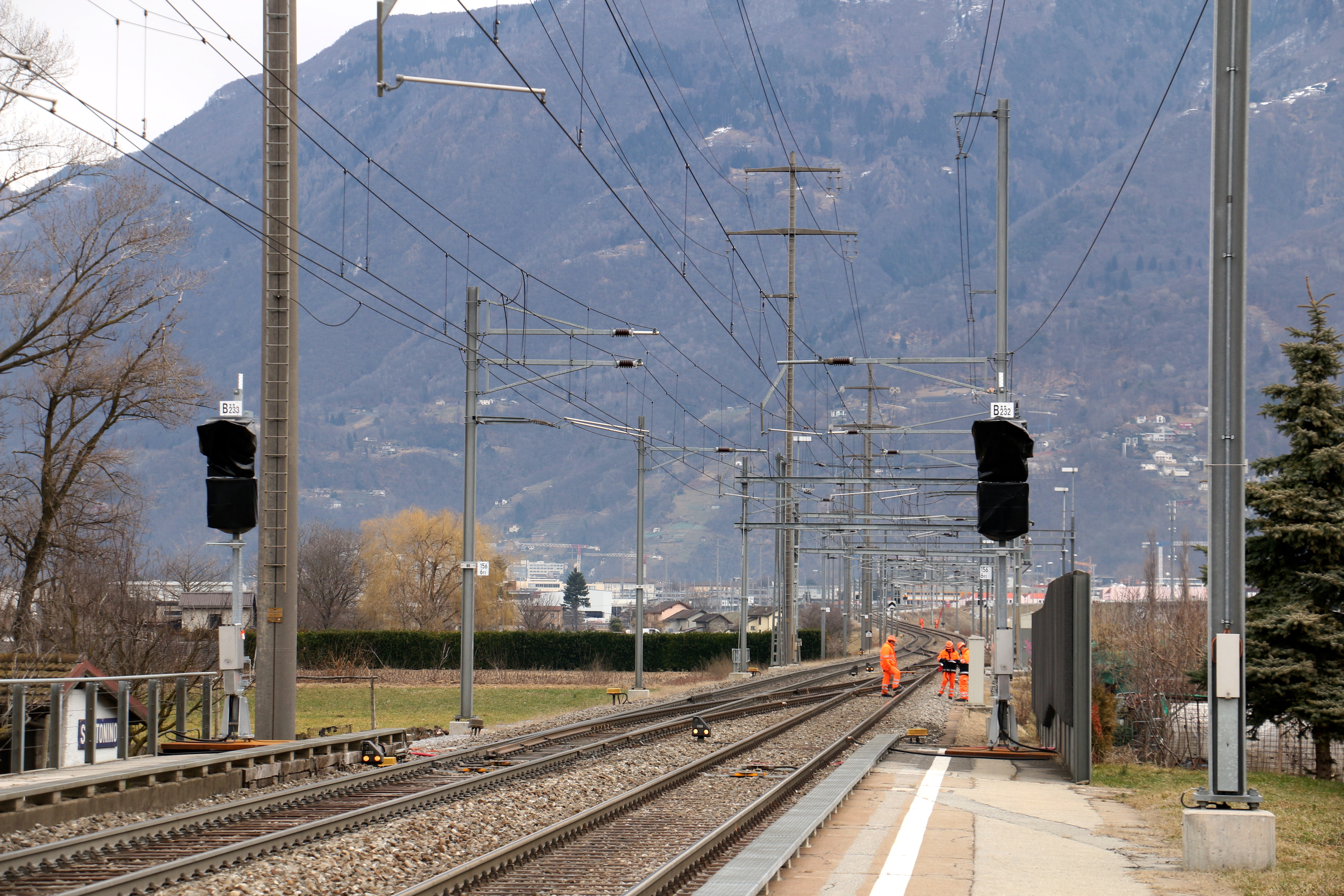
Die neuen N-Signale bei Sant’ Antonino an der Bahnstrecke Giubiasco–Locarno sind noch ungültig und deshalb verhüllt.

Nach der Entwicklung des neuen Signalsystems N wurde die Verständlichkeit der Signalbilder mit Kindern ohne bahntechnischen Hintergrund getestet. Eine Schulklasse Zwölfjähriger verstand innert weniger als 30 Minuten, wie das System im Detail funktioniert. Die ersten N-Signale wurden am 28. Januar 1986 auf der Simplonlinie zwischen Leuk und Visp in Betrieb genommen. Dieser Streckenabschnitt wurde für 160 km/h hergerichtet, was ohnehin neue Signale erforderte.

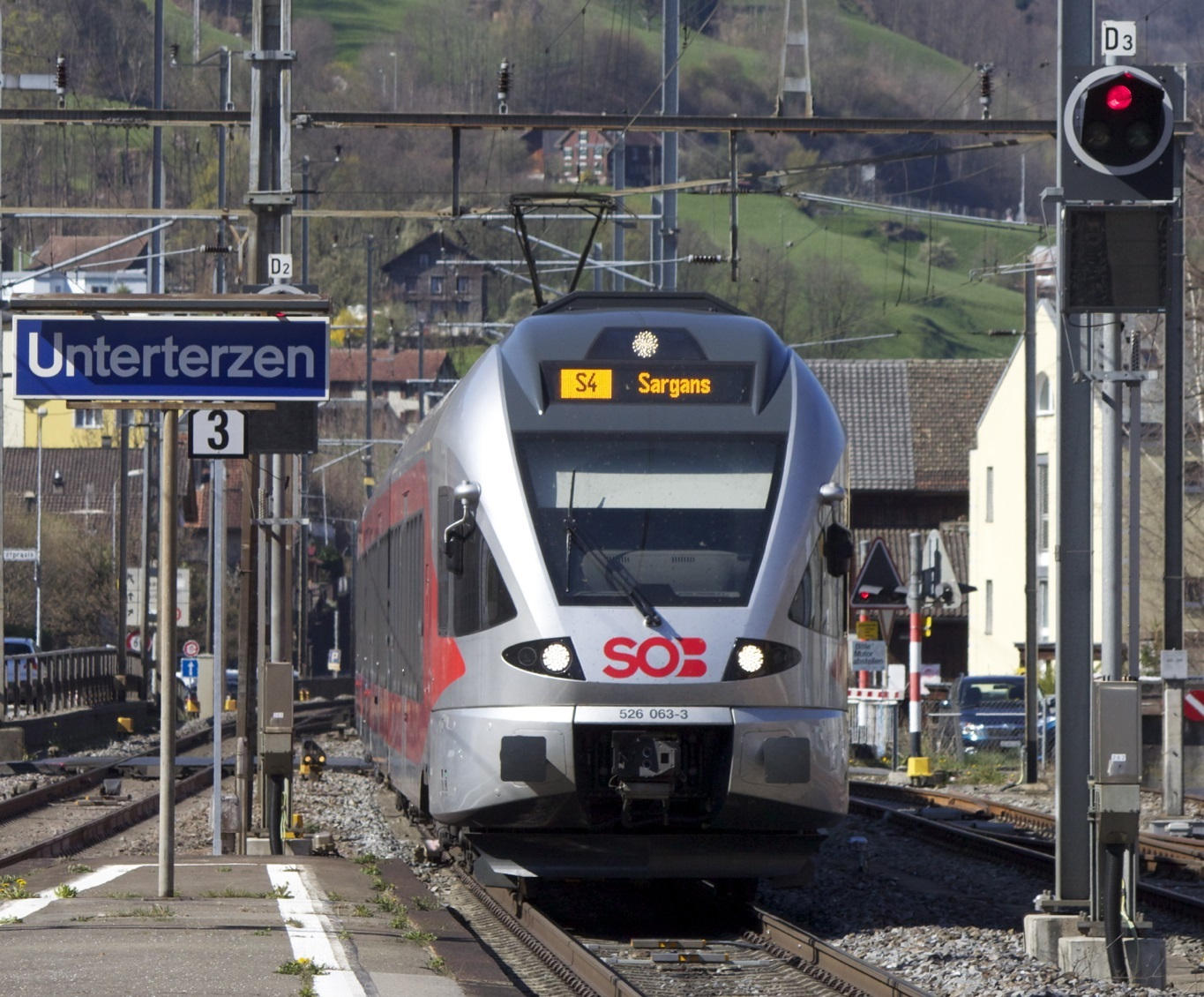
Signal Typ N neben einem einfahrenden Flirt der Südostbahn (SOB) in Unterterzen an der Walenseelinie.

Bei der Einführung des Signalsystems N planten die SBB, das bisherige System L innerhalb von 15 bis 40 Jahren vollständig abzulösen. Zuerst sollten die Hauptstrecken, dann die Nebenlinien umgestellt werden. Obwohl man mit dem neuen Signalsystem Einsparungen erzielen wollte, wurden die Signale des Typs N teurer als ihre Vorgänger. Die Hersteller begründen das mit der komplizierteren Fertigung. N-Signale wurden nur bei einer Erneuerung der Anlagen installiert. Aus Kostengründen werden diese Signale nur noch dort verbaut, wo das System L an seine Leistungsgrenzen stösst. Das führt dazu, dass auf dem Normalspurnetz weiterhin beide Signalsysteme zum Einsatz kommen. Die Schmalspurbahnen verwenden ausschliesslich das System L.
Im Lauf der Zeit wurden die Bestimmungen des Signalsystems L teilweise an das System N angepasst. Die Geschwindigkeitsschwelle wurde von der ersten Weiche zum Einfahrsignal verlegt und die um 5 km/h höheren Geschwindigkeiten für Züge der Reihe R bei den Fahrbegriffen 3 (60/65 km/h) und 5 (90/95 km/h) abgeschafft.

## Anwendungsbeispiele

### Halt und Freie Fahrt
- Halt vor dem Einfahrsignal:

| Vorsignal | Einfahrsignal | Ausfahrsignal |

Vor dem Halt zeigenden Einfahrsignal haben alle Züge anzuhalten – nur auf schriftlichen Befehl darf daran vorbeigefahren werden. Das geschlossene Einfahrsignal wurde vom Vorsignal angekündigt. Die beiden Ausfahrsignale befinden sich in der Grundstellung und zeigen Halt.
- Einfahrt mit freier Fahrt und Halt vor dem Ausfahrsignal:

Das Einfahrsignal kündigt das Halt zeigende Ausfahrsignal an.
- Durchfahrt mit freier Fahrt:

Für die gerade Bahnhofsdurchfahrt und die anschliessende Strecke wird Freie Fahrt angezeigt. Diese Fahrt wird als Innensteuerung bezeichnet, da sich alle dafür benötigten Daten im Führerstand befinden. Weil für die Fahrt über die Ausfahrweiche in gerader Stellung keine Geschwindigkeitsreduktion notwendig ist, kann das Ausfahrsignal an Gleis 1 keine Zahl anzeigen.
- Einfahrt mit signalisierter Geschwindigkeit und Halt vor dem Ausfahrsignal:

Das Einfahrsignal kündigt das Halt zeigende Ausfahrsignal von Gleis 2 an. Die Geschwindigkeitsbeschränkung von 40 km/h für die Fahrt über die Weiche in ablenkender Stellung wurde vom Vorsignal angekündigt.
- Vorwarnung:

Bei kurzen Blockabschnitten reicht Bremsweg zwischen zwei Signalen nicht aus. Damit der Zug vor dem Halt zeigendem Signal zum Stehen kommt, wird die Geschwindigkeit bereits ab dem Vorwarnung zeigendem Signal reduziert.

### Kompatibilität zum System L
Das System N ist mit dem bisherigen System L kompatibel. Da nicht beabsichtigt ist das System L aufzugeben, ergeben sich Kombinationen von Ankündigungen von N-Signalen durch Signale des Typs L und umgekehrt:
| Einem Vorsignal vom Typ L folgt ein System-N-Signal: |  | Links wurden neue Blockabschnitte mit System-N-Signalen installiert, während der angrenzende Bahnhof seine Signale Typ L behalten hat: |
| Einem Vorsignal vom Typ L folgt ein System-N-Signal. |  | Einem System-N-Signal folgt ein Einfahrsignal vom Typ L.                                                                               |

Auf Teilen der Simplonlinie wurde die Streckenhöchstgeschwindigkeit von 140 auf 160 km/h erhöht, womit der vorhandene Vorsignalabstand zu klein wurde. Anstatt nun die bestehenden Vorsignale zu verschieben, wurden neue System-N-Vorsignale aufgestellt. In der Grundstellung (rechtes Streckengleis) zeigen sie Geschwindigkeits-Ankündigung 140 km/h:

### Einfahrt in ein besetztes Gleis und Kurze Fahrt
- Einfahrt in ein besetztes Gleis:

| Vorsignal | Einfahrsignal | Ausfahrsignal |

Der folgende Gleisabschnitt ist durch Fahrzeuge belegt. Es ist mit Fahrt auf Sicht zu fahren. Das zum Besetztsignal gehörige Einfahrsignal zeigt Warnung, das vorausgehende Signal Geschwindigkeitsankündigung oder -ausführung 40 km/h.
Der waagrechte Balken des Besetztsignals wurde vom Signalsystem L übernommen.
- Kurze Fahrt signalisiert am Einfahrsignal:

| Vorsignal | Einfahrsignal | Sperrsignal | Ausfahrsignal |

Das nächste Signal, ein Sperrsignal oder ein Gleisabschnittsignal, steht in verkürztem Abstand und zeigt Halt. Ab dem Einfahrtsignal gilt die Höchstgeschwindigkeit von 40 km/h. Ist in der Streckentabelle eine kleinere Geschwindigkeit aufgeführt, ist diese gültig. Dem Signal kann auch ein Gleisabschluss mit rotem Licht folgen.
Kurze Fahrt – beim System L auch als Fahrbegriff 6 bezeichnet – wird beim System N selten verwendet, weil man mit dem neueren Signalsystem auch Vorwarnung zeigen kann.
- Kurze Fahrt in ein besetztes Gleis:

| Vorsignal | Einfahrsignal | Gleisabschnittsignal | Ausfahrsignal |

Wenn auf einer kurzen Fahrt gleichzeitig ein besetztes Gleis zu erwarten ist, bekommt der Lokomotivführer keine Information über die Kurze Fahrt. Wegen des Hindernisses kann der Zug nicht bis zum Gleisabschnittsignal vorstossen.
- Verlängerte Einfahrt bei Gleisabschnittsignalen:

Das Einfahrsignal kündigt eine Geschwindigkeit von 40 km/h am nachfolgenden Gleisabschnittsignal an, welches Kurze Fahrt signalisiert.
- Verlängerte Einfahrt in ein besetztes Gleis:

Wegen den Halt zeigenden Gleisabschnittsignalen signalisiert das Einfahrsignal Geschwindigkeits-Ausführung 40 km/h. Bei Fahrt in Gleis 2 (Einfahrweiche in ablenkender Stellung) müsste der Zug auch bei geöffnetem Gleisabschnittsignal seine Geschwindigkeit auf 40 km/h reduzieren.